# Imad Hasan Muhammad
Imad Hasan Muhammad (arab. عماد حسن محمد) – egipski zapaśnik walczący w stylu wolnym. Srebrny medalista igrzysk afrykańskich w 1991. Piąty na mistrzostwach Afryki w 1994 roku.